# Tučapy (Boêmia do Sul)
Tučapy (Boemia meridionale) é uma comuna checa localizada na região da Boêmia do Sul, distrito de Tábor.